# Quarter Moon in a Ten Cent Town
Quarter Moon in a Ten Cent Town es el quinto álbum de estudio de la cantante estadounidense Emmylou Harris, publicado por la compañía discográfica Warner Bros. Records en enero de 1978. Alcanzó el puesto tres en la lista estadounidense de álbumes country, al igual que el sencillo «To Daddy», compuesto por Dolly Parton. «Two More Bottles of Wine», el segundo sencillo, se convirtió en el tercer tema de Harris en llegar al número uno en la lista Hot Country Singles de Billboard, mientras que el tema «Easy From Now On», coescrito con Carlene Carter, llegó a la decimosegunda posición. 

## Lista de canciones
| Cara A |                                           |                                     |          |  |
| N.º    | Título                                    | Escritor(es)                        | Duración |  |
| 1.     | «Easy From Now On»                        | Susanna Clark, Carlene Carter Routh | 3:07     |  |
| 2.     | «Two More Bottles of Wine»                | Delbert McClinton                   | 3:07     |  |
| 3.     | «To Daddy»                                | Dolly Parton                        | 2:47     |  |
| 4.     | «My Songbird»                             | Jesse Winchester                    | 3:09     |  |
| 5.     | «Leaving Louisiana in the Broad Daylight» | Rodney Crowell, Donivan Cowart      | 4:20     |  |

| Cara B |                                               |                      |          |  |
| N.º    | Título                                        | Escritor(es)         | Duración |  |
| 6.     | «Defying Gravity»                             | Jesse Winchester     | 4:16     |  |
| 7.     | «I Ain't Living Long Like This»               | Rodney Crowell       | 4:06     |  |
| 8.     | «One Paper Kid» (con Willie Nelson)           | Walter Martin Cowart | 2:57     |  |
| 9.     | «Green Rolling Hills» (con Fayssoux Starling) | Utah Phillips        | 3:40     |  |
| 10.    | «Burn That Candle»                            | Winfield Scott       | 4:27     |  |

| Temas extra (reedición de 2004) |                                         |                           |          |  |
| N.º                             | Título                                  | Escritor(es)              | Duración |  |
| 11.                             | «New Cut Road»                          | Guy Clark                 | 4:10     |  |
| 12.                             | «LaCassine Special» (con Barry Tashian) | Iry LeJeune, Eddie Shuler | 2:44     |  |

## Personal
- Emmylou Harris: voz y guitarra acústica
- Brian Ahern: guitarra acústica, guitarra de 12 cuerdas, percusión y coros
- Dianne Brooks: coros
- James Burton: guitarra eléctrica
- Rodney Crowell: guitarras acústica y eléctrica
- Rick Danko: violín y coros
- Hank DeVito: pedal steel guitar
- Emory Gordy, Jr.: bajo
- Glen D. Hardin: piano, piano eléctrico y orquestación
- Garth Hudson: acordeón y saxofón barítono
- Nicolette Larson: coros
- Albert Lee: guitarras, piano y mandolina
- Willie Nelson: voz
- Mickey Raphael: armónica
- Ricky Skaggs: violín y viola
- John Ware: batería

## Posicionamiento
| País           | Lista               | Posición |
| -------------- | ------------------- | -------- |
| Estados Unidos | Billboard 200       | 29       |
| Estados Unidos | Country Albums      | 3        |
| Países Bajos   | Dutch Albums Chart  | 10       |
| Suecia         | Swedish Albums Char | 31       |

| Sencillo                   | País           | Lista           | Posición |
| -------------------------- | -------------- | --------------- | -------- |
| «Two More Bottles Of Wine» | Estados Unidos | Country Singles | 1        |
| «To Daddy»                 | Estados Unidos | Country Singles | 3        |
| «Easy From Now On»         | Estados Unidos | Country Singles | 12       |